# Рефлекс Гофмана
Рефлекс Гофмана (знак Гофмана, іноді просто «гофманівський», також рефлекс пальця) — симптом, що перевіряється під час проведення неврологічного обстеження. Виявляється рефлекторним тестом, яке може допомогти виявити наявність або відсутність проблем, що виникають з боку кортикоспінального тракту. Він названий на честь невролога Йоганна Гофмана. Зазвичай, розглядається як патологічний рефлекс у клінічних умовах, рефлекс Гофмана також використовувався як міра обробки спинного рефлексу (адаптації) у відповідь на тренування.

## Процедура
Сам тест на рефлекс Гофмана передбачає вільне утримання середнього пальця та поворот нігтя вниз, дозволяючи середньому пальцю рефлекторно рухатися вгору. Позитивна реакція спостерігається, коли на одній руці є згинання і приведення великого пальця.

### Інтерпретації
Позитивний рефлекс Гофмана та ривки пальців свідчать про гіпертонус, але він може виникати у здорових людей і не є корисними ознаками окремо. При захворюваннях мозочка рефлекси можуть бути маятниковими, а скорочення та розслаблення м'язів, як правило, повільні, але вони не є чутливими або специфічними для мозочкових ознак.

## Порівняння до симптому Бабінскі
Рефлекс Гофмана часто вважають еквівалентом симптому Бабінскі. Рефлекс Гофмана часто помилково плутають з симптомом Бабінскі. Однак два рефлекси досить різні, тож їх не слід ототожнювати між собою.
Позитивний симптом Бабінскі вважається патологічною ознакою хвороби верхнього рухового нейрону, за винятком немовлят, у яких це нормально, тоді як позитивний рефлекс Гофмана може бути у цілком нормального пацієнта. Позитивний рефлекс Гофмана у звичайних пацієнтів частіше зустрічається у тих, хто від природи є гіперрефлекторним (наприклад, 3+ рефлекси). Позитивний ознака Гофмана — тривожна знахідка процесу захворювання, якщо його присутність несиметрична або має гострий початок.
Ще однією суттєвою відмінністю між рефлексом Гофмана та симптомом Бабінскі є сам механізм рефлексу. Рефлекс Гофмана — глибокий сухожильний рефлекс (волокно веретена) з моносинаптичним рефлекторним шляхом у Rexed lamina IX спинного мозку, який, як правило, повністю гальмується низхідним входом. З іншого боку, підошовний рефлекс є більш складним, а не глибоким сухожильним рефлексом, і його шлях одночасно складніший і не до кінця зрозумілий. Різні види уражень можуть перервати їх. Цей факт змусив деяких неврологів рішуче відкинути будь-які аналогії між згинальним рефлексом пальця та підошовною реакцією. 